# Kowloon
Kowloon (xinès tradicional: 九龍, pinyin: Jiǔlóng) és una àrea urbana a Hong Kong, que comprèn la península de Kowloon i New Kowloon. Fa frontera amb l'estret de Lei Yue Mun a l'est, i l'illa de Mei Foo a l'oest, amb Tate's Cairn i la Roca de Lleó al nord, i amb el Port de Victòria al sud. Tenia una població de 2.108.419 habitants i una densitat de població de 43.033 h/km2 el 2011. Kowloon està situat cap al nord de l'illa de Hong Kong. L'àrea de la península és d'aproximadament 47 km2 o 18,1 mi2. Juntament amb l'illa de Hong Kong, conté un 48% de la població total de Hong Kong.

## Galeria

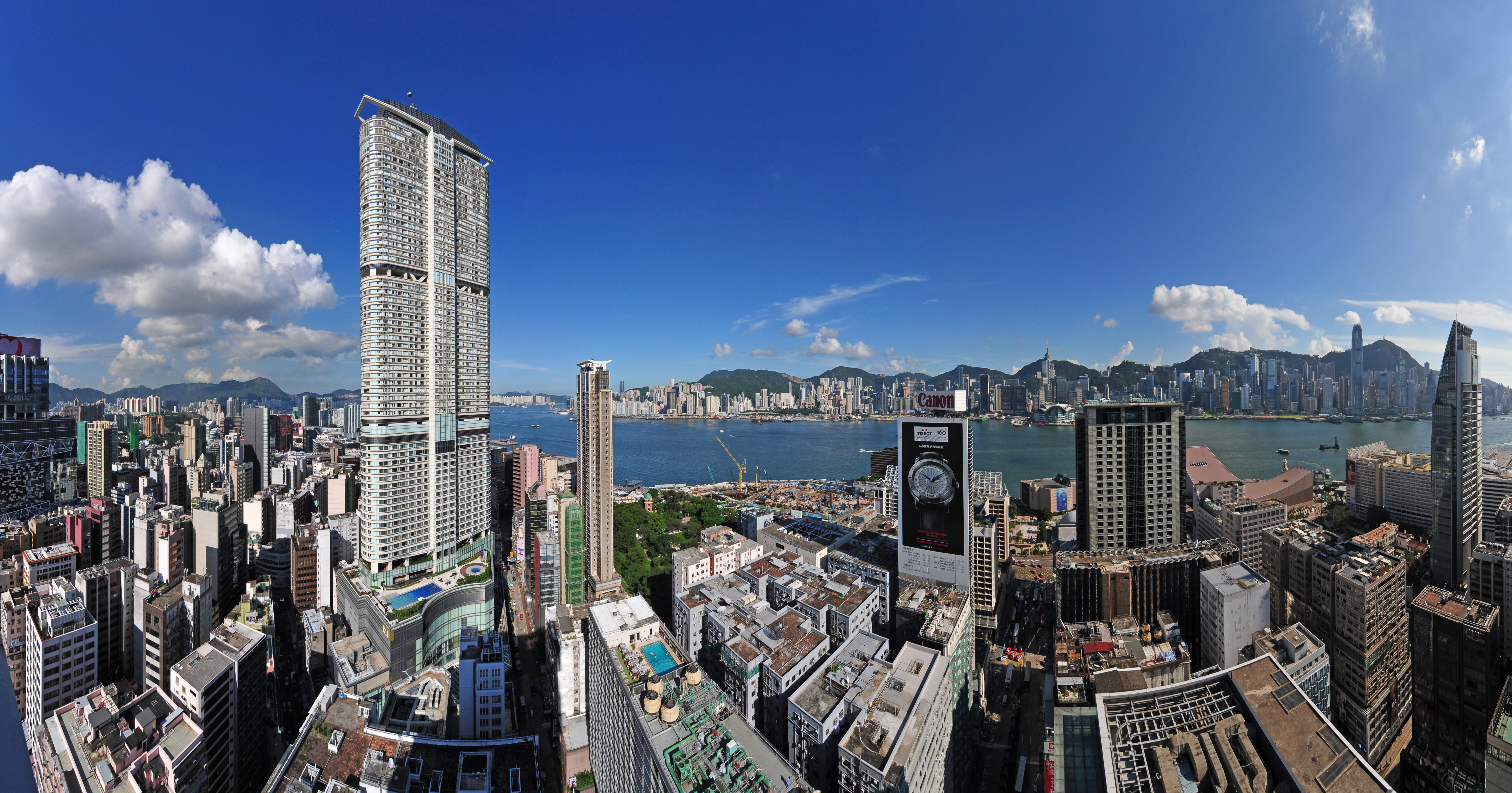
La Peninsula Kowloon
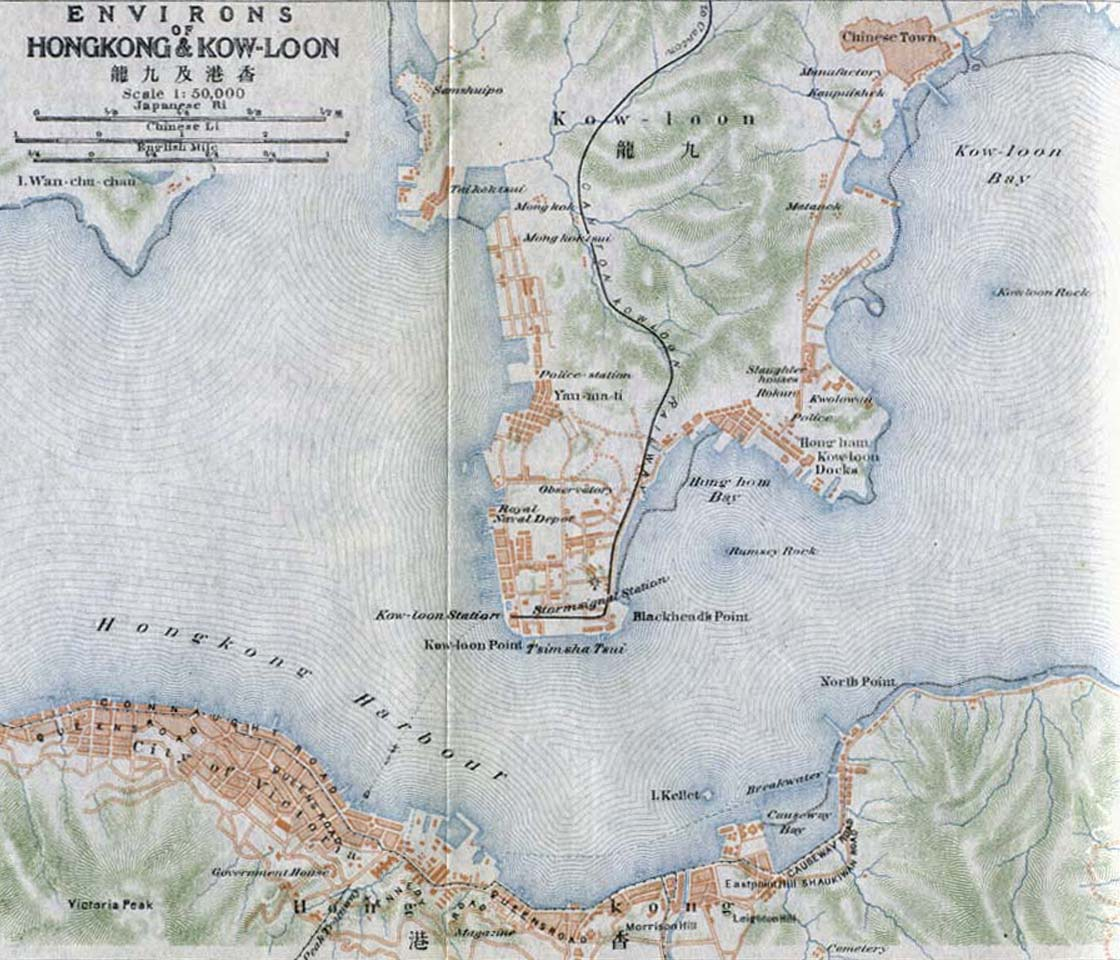
Kowloon el 1915
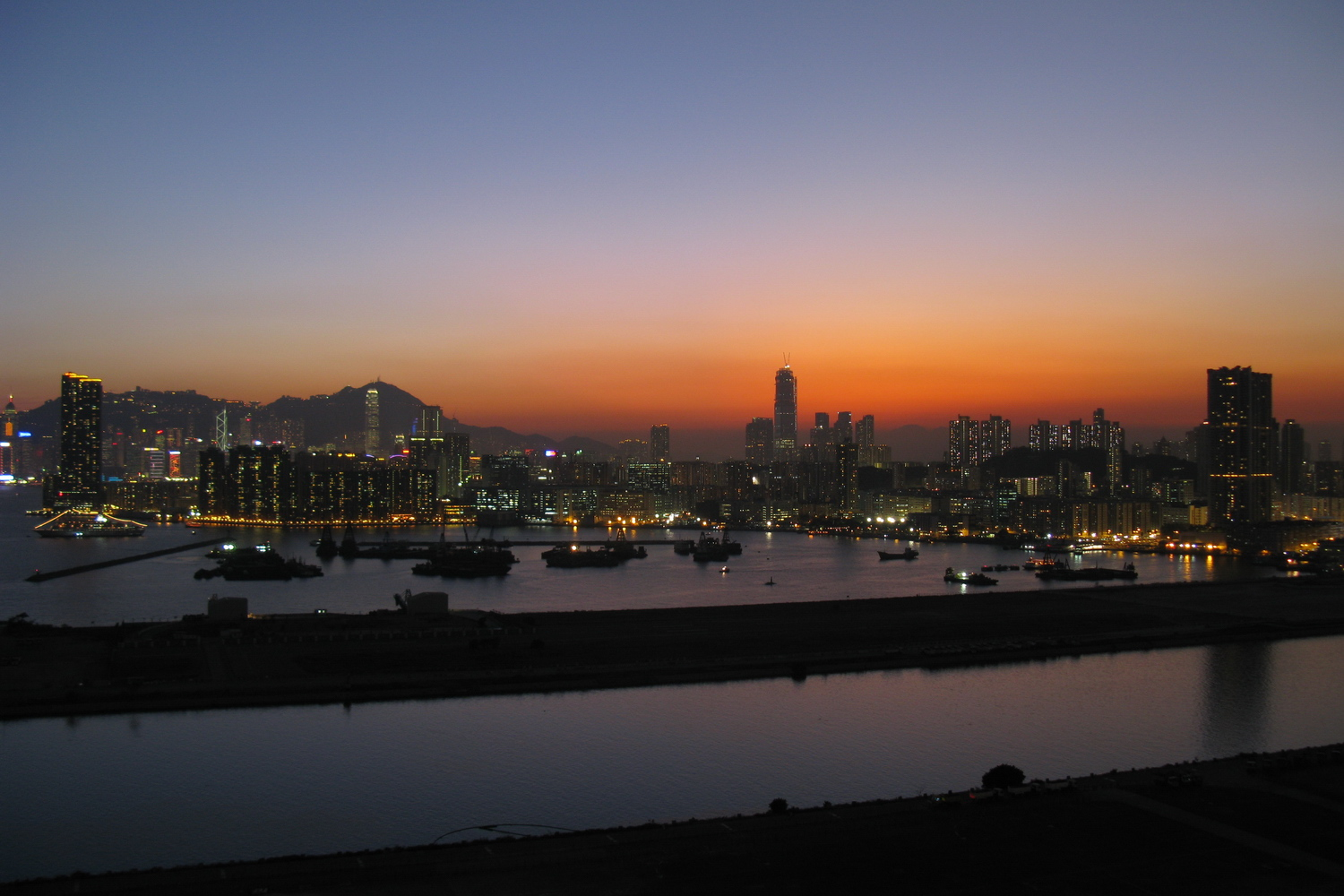
La península de Kowloon al vespre